# Mohini

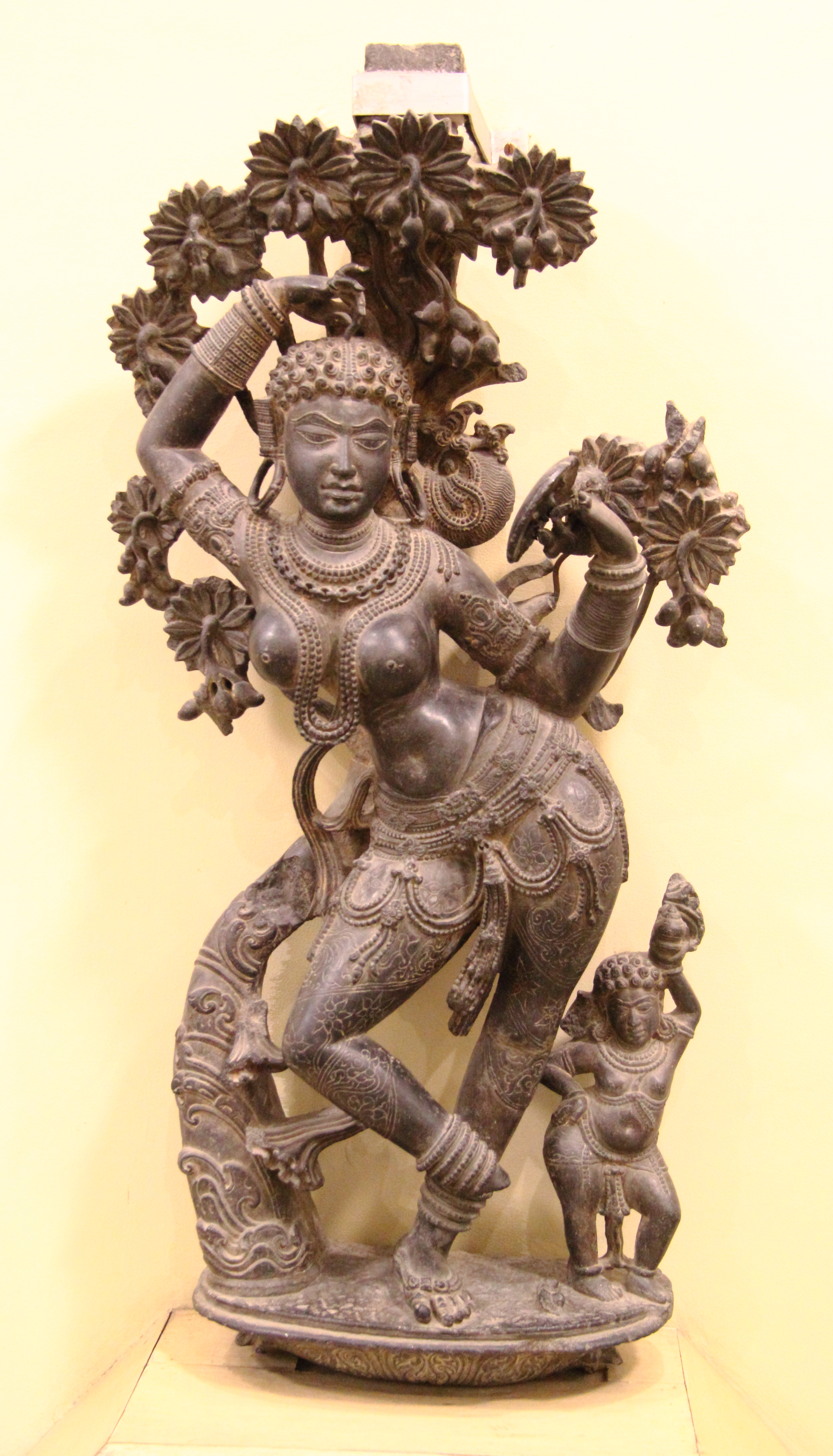
Steinstatue der Mohini, im Nationalmuseum Neu-Delhi, westliches Chalukya-Reich, Gadag (Karnataka), 12. Jhdt. n. Chr.

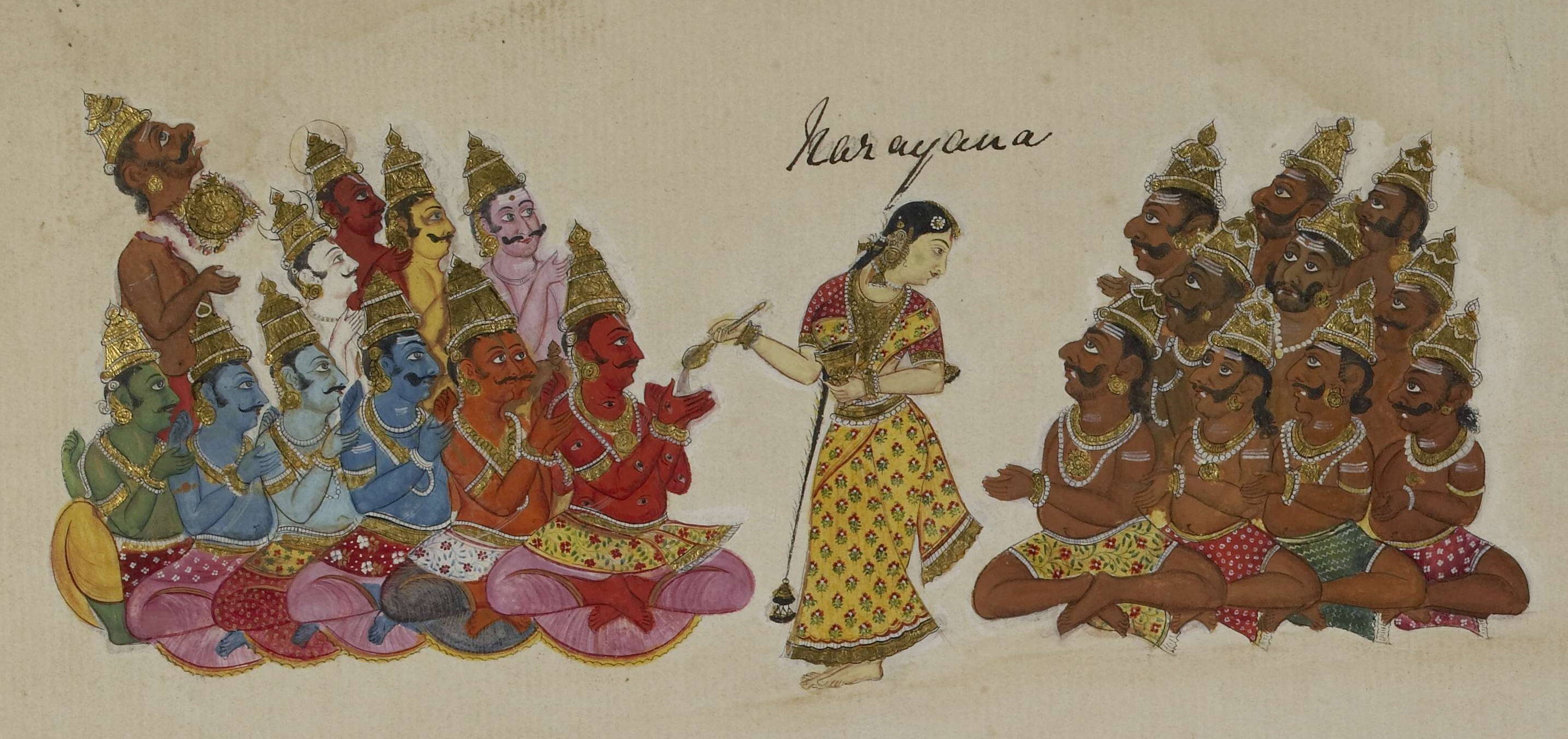
Mohini verteilt Amrita an die Götter (links), während die Dämonen zusehen

Mohini (Sanskrit मोहिनी Mohinī) ist eine Form des indischen Gottes Vishnu, in der dieser als schöne Frau erscheint.
Im Mythos vom Milchozean, aus dem der Nektar der Unsterblichkeit (Amrita) gewonnen wird, kämpfen die Götter (Devas) und Dämonen (Asuras) gegeneinander. Vishnu erscheint daraufhin als Mohini, um die Asuras abzulenken. Die Götter können deshalb mit dem Nektar entkommen.
Der indische Gott Shiva und Mohini verlieben sich ineinander und zeugen Ayyappan (auch Shasta, Hariharaputra). In einer anderen Version des Mythos wird Aiyanar geboren. Ayyappan wird in Kerala im Sabarimala-Tempel verehrt und Aiyanar wird in Tamil Nadu als Gramadevata (Dorfgottheit) verehrt, der vor Unheil schützen soll.
Nach Mohini wird auch die klassische indische Tanzform Mohiniattam genannt. Diese bezieht sich auf den Mythos vom Milchozean und den Mythos, in dem Vishnu als Mohini einen Tanz aufführt, der Muktanrtya genannt wird, 'Tanz für die Befreiten', um Shiva vor dem Dämon Bhasma zu beschützen.